# 干城隊
干城隊（かんじょうたい）は、幕末動乱期に武士の間で組まれた隊の名称。

## 概要
干城（かんじょう）とは、詩経に由来し、国や君主を守る武士や軍人の事。長州藩・秋月藩・西南戦争の際の薩摩方に存在した。
- 長州藩の干城隊…慶応元年3月15日公認。下級武士や庶民で結成された奇兵隊を統制するため、高杉晋作ら上士によって手廻組や八組士などれっきとした藩士176人からなる「干城隊」を結成した。頭取は前原一誠。「世禄隊」とも呼ばれる。
- 秋月藩…慶応4年閏4月に藩の上士の子弟で結成。5月に執政臼井亘理を暗殺した[1]。